# MacOS
macOS（2011年及以前称 Mac OS X，2012年至2015年称 OS X）是蘋果公司推出的使用图形用户界面的操作系统，為麥金塔（Macintosh，简称 Mac）系列电脑的操作系统。根据StatCounter在2018年8月的数据，在桌面操作系统中，macOS 的市占率为12.65%，仅次于 Windows 的82.51%，位居第二。
macOS是1999年发行的 Classic Mac OS 最终版本 Mac OS 9 的后继者。1999年苹果发布 macOS Server 的首个版本 Mac OS X Server 1.0，桌面版 Mac OS X 10.0「Cheetah」随后于2001年3月24日发布。2012年苹果将 Mac OS X 更名为 OS X，第一个使用此命名的系统为「OS X Mountain Lion」。以前版本的macOS以大型猫科动物命名，例如 Mac OS X v10.8 被称为「Mountain Lion」，但随着2013年6月 OS X Mavericks 的公布，命名开始采用加州地标。2016 年 6 月，苹果公司宣布OS X更名为macOS，以与苹果其他操作系统 iOS、watchOS 和 tvOS 保持统一的命名风格。在 Apple 宣布将开始把 Mac 迁移至Apple Silicon 平台后，首个支持 Apple Silicon 的 macOS Big Sur 于 2020年6月7日发布。2025年5月29日，彭博社爆料，苹果公司计划将于2025年6月在WWDC發布macOS 26，并同时發布iOS 26等，将不同操作系统统一版本号。目前最新版本为macOS 15.2 (Sequoia)，于 2024年12月11日的软件更新推送中发布。
macOS Server 也同时于 2001 年发售，架构与工作站（客户端）版本相同，只有在内建的工作群组管理和管理软件工具上有所差异，macOS Server 提供对于关键网络服务的简化存取，例如邮件传输服务器、Samba 软件、轻型目录访问协议服务器以及域名系统。它也有不同的授权类型。2022年4月21日，苹果公司宣布放弃对 macOS Server 操作系统的支持。
macOS包含两个主要的部分：以BSD源代码和Mach微内核为基础，由苹果公司和独立开发者社群合作开发的，名为Darwin的内核；还有由苹果公司开发的专有圖形使用者介面 Aqua。

## 歷史
总的来说，它是 macOS "X" 的分支，但是又与早期版本有许多不同之处。
它以 Mach 內核 為基礎，加入 UNIX 的 BSD 實作，再整合到 NeXTSTEP 當中（NeXTSTEP 為當時史蒂夫·喬布斯（Steve Jobs）於 1985 年被迫離開蘋果後，到 NeXT 公司所开发的操作系统）。
同時，蘋果電腦想要創造一套獨家擁有的「新世代」作業系統，但只有少部份成功。最後 NeXT 的作業系統（在當時稱作 NeXTSTEP）被選為蘋果下個作業系統的基礎形式，然後蘋果電腦將 NeXT 公司全部買下來，並重新聘僱喬布斯。
喬布斯重回蘋果的領導階層後，帶領著蘋果公司把原本傾向便利程式設計師的 OPENSTEP，轉換到蘋果電腦主要銷售的家用市場，以及受到專業人士歡迎的 Rhapsody 系統上。經歷過打擊 Mac OS 獨立開發者忠誠度的失算策略、Mac OS 9 轉換到新系統，減輕轉變之後，Rhapsody 演化為 macOS。

## 描述
Mac OS X 是與先前的 Mac OS 徹底地分離開來的一個作業系統，它的底層程式碼與先前版本完全不同。這個新的核心名為 Darwin，是一套開放源碼、符合 POSIX 標準的作業系統，伴隨著標準的 Unix 命令列及其強大的應用工具。
儘管最重要的架構改變是在表面之下，但是 Aqua GUI 是最引人注目的特色。柔軟邊緣的使用，半透明顏色和細條紋（與第一台 iMac 的硬體相似）把更多的顏色和材質帶入到桌面上的視窗和控制項，比 OS 9 所提供的外觀更多，引发了使用者間大量的爭論。很多舊 Macintosh OS 使用者把這個介面描述得像是像玩具一樣，缺乏專業美感。而其他的人則為新系統的新 GUI 創新感到惊喜。
這種外觀設計簡潔，即使在第一個 macOS 版本推出之前，第三方的開發者就開始針對可以換外表的程式像是 Winamp 製作類似 Aqua 介面的外表。
針對一些聲稱是有版權設計下製造或散佈且提供這種介面軟體的人，蘋果採取法律行動，威脅那些聲稱他們。macOS 包含了自家的軟體開發程式，其重大的特色是名為 Xcode 的整合開發環境。Xcode 是一個能與數種編譯器溝通的介面，包括 Apple 的 Swift、C、C++、Objective-C、以及 Java。可以編譯出目前 OS X Yosemite 所執行的兩種硬體平台之執行檔，也可以用除了 Swift 以外的几种语言编写用于旧系统的程序。还可以編譯成 PowerPC 平台專用，x86 平台專用，或是跨越兩種平台的通用二进制。
純粹由系統销量來看，這種 GUI 和核心的組合現在變成最暢銷的 Unix 環境。

### 显著特点

macOS 架構圖

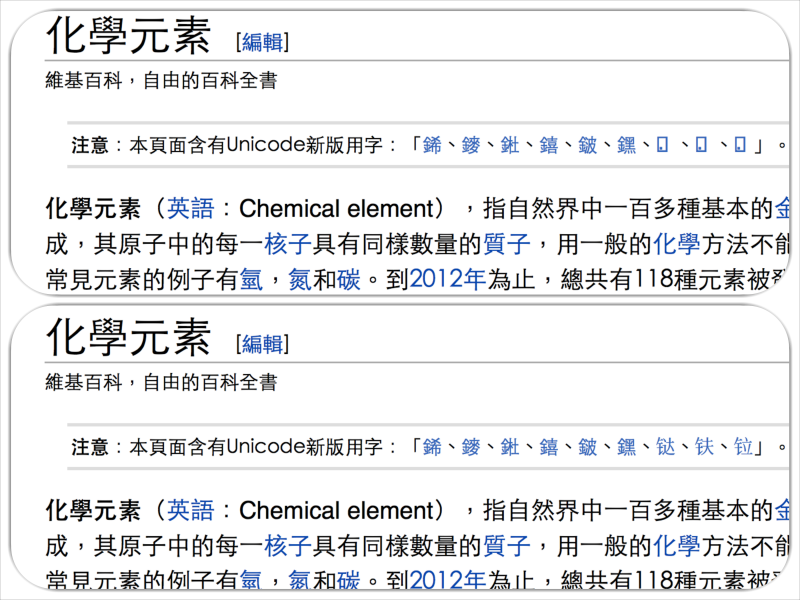
雖然 OS X 10.9.1 系統支援 Unicode，但預載字型只包括到擴展區B。要顯示新款的字詞，使用者需另外下載其他字型

- 全 64 位元技術，可以透過第三方的 Mode Selector 進行 64 位元和 32 位元切換。
- Grand Central Dispatch：幫助程序編譯人員使用多核心編譯，增強軟件多核心支持。
- OpenCL：是一种让图像处理器发挥极致来加速应用程序性能的新技术
- 辅助功能：萬能輔助功能包含的 VoiceOver 2 可以讀出任何 Mac 上的文字。Multi-touch 觸控版支持中文手寫。含有 40 種以上盲文現實，支持藍牙模式。
- 它的 Quartz 影像模式使用 PDF（可攜文件格式，Portable Document Format）的子集合當作基礎。
- 全彩，可連續縮放的小圖示（最大到 128 × 128（10.5 Leopard 最大到 512 × 512）像素）
- 在視窗周圍的陰影和分離的文字元素來提供深度的观感。
- 依靠 NeXT-型程序服务，提供全局拼写检查及其他功能强大的工具
- 專用界面工具集、文字、圖形和視窗元件的反鋸齒效果
- 新的界面元素，包括「紙單」（sheets；文档模型对话框附带于特殊窗口）和「抽屉」（drawers）。
- 色彩同步在核心绘图引擎中内置色彩匹配（为印刷和多媒体专业人士）.
- OpenGL（在 10.2 版中納入）合成視窗到螢幕上，容許硬體加速繪圖。這種技術稱為 Quartz Extreme。
- Exposé（在 10.3 版中納入）可以快速地排列視窗或是顯現桌面。在 10.6 中進行大量改良，直接从 Dock 上激活 Exposé。
- 在整個作業系統中普遍使用 Unicode。
- Spotlight 搜尋技術（在 10.4 版中納入）允許以項目的特性或內容來快速的即時搜尋資料檔案、郵件訊息、照片和其他資訊。
- Automator（10.4 版中加入）是一種設計來為不同的工作任務建立自動化的工作流程之應用程式。

### 兼容性
儘管蘋果官方聲稱，macOS 只能在使用 G3 或更高階的微處理器的電腦上運行。但實際上透過修改，macOS 亦能安裝在較早期的 Power PC 604e 上並順利運行；甚至有人透過 PearPC 模擬器 Linux 版，在更早期的 Centris 650（25MHz）上安裝 Mac OS X 10.3，只是以此方式安裝的 macOS，并沒有多大的實用價值可言（僅系統自我檢測便得花上數天時間）。
macOS 提供一種稱為 Classic 环境的模擬環境，以此保留了與較舊的 Mac OS 應用程式的相容性，允許使用者在 macOS 中把 Mac OS 9 當作一個程式來執行，使大部分舊的應用程式就像在舊的作業系統下執行一樣。另外，給 Mac OS 9 和 macOS 的 Carbon API 可以编译出允許在兩種系統執行的程式碼。OpenStep 的 API 也依然可以使用，但是蘋果現在把它稱為 Cocoa 技術。（這個遺留下來的傳統可以在 Cocoa API 中看到，大部分的類別名稱都是以 NeXTSTEP 的縮寫「NS」開頭。）給開發者的第四個選項是可以在 macOS 當作「一等公民」一樣的 Java 平台上寫應用程式—事實上這就是說 Java 應用程式儘可能的與作業系統合適地搭配而仍然能夠，再者 GUI 是以 Swing 撰寫而成，看起來幾乎與原生的 Cocoa 介面相同。
只要他們能夠在這個平台上被編譯，macOS 可以執行很多 BSD 或 Linux 軟體套件。編譯過的程式碼通常是以 macOS 封裝的方式來散佈，但有些可能需要命令列的組態設定或是編譯。像是 Fink 和 DarwinPorts 這樣的專案，提供很多標準套件之預先編譯或是預先格式好的封裝。在 10.3 版開始，macOS 开始包含 Apple X11，這是給 Unix 應用程式的 X11 圖形介面的公司版本，當作在安裝階段的選擇性元件。它是以 XFree86 4.3 和 X11R6.6 為基礎實作的，搭配一個模仿 macOS 外觀的視窗管理員，與 macOS 有更密切的整合，延展擴充到使用天生的 Quartz 顯像系統和加速 OpenGL。与此同时，早期的 macOS 版本可使用 XDarwin 來執行 X11 應用程式。
對於早期的 macOS 版本，有支援的標準硬體平台为 PowerPC G3、G4、G5 處理器的麥金塔電腦產品線（筆記型、桌上型、或是伺服器）。後期的 macOS 版本不再支援某些老舊的硬體。舉例來說，Panther 不支援「米黃色」 G3，以及 Tiger 不支援蘋果在推出 FireWire 之前的发表的设备。然而，有一些免費的工具像是 XPostFacto 可以使得蘋果官方宣稱不支援的某些舊设备可以安裝新 macOS，包含某些 G3 之前的设备。除了基本硬體的限制之外（例如，CD-ROM 不能燒錄 CD，作業系統針對所有支援的硬體提供相同的功能，以及在更多先進设备上盡量增快效能（例如圖形加速）。
於 2005年6月6日，史蒂夫·喬布斯在蘋果每年的蘋果公司全球軟體開發者年會中發表演說，表示接下來的兩年間蘋果將會把Mac系列的CPU從 PowerPC 轉換到 Intel ，而且在這個轉變期間，Mac OS X 都會支援兩種平台。對於 PowerPC 平台的支援會一直持續到 10.5 版，但是同時支援兩種平台的时间多久並不清楚（Mac OS 對於摩托罗拉 68k 架構的支援一直持續到 PowerPC 平台推出後的約四年）。新版的 Xcode 支援编译 通用二进制，可以在兩種架構執行。PowerPC 程式碼在 Intel 為基礎的 Mac 會使用稱為 Rosetta 的模擬器來提供支援。賈伯斯也證實先前的流言，就是蘋果之前每一版的 macOS 開發週期都有 Intel 微處理器的版本。像是跨平台的能力已經早就存在 macOS 的血統中——就是 macOS 的前身，OPENSTEP——已經被移植到很多個架構下，包含 Intel 的 x86 以及 macOS 的核心作業系統 Apple Darwin 也移植到 x86，早在 macOS 第一次推出就可以免費下載。然而，蘋果聲明 x86 平台的 macOS 將不會支援 Classic 環境。

## 版本

### 版本命名
「X」這个字母是一個羅馬數字「10」，因此正式的發音為「十」（ten），它接續了先前的麥金塔作業系統 Mac OS 8、Mac OS 9 的編號。另外一個原因，是蘋果公司傾向提及特別的版本，例如「Mac OS X 版本 10.4」。
早期 Mac OS X 版本是以大型猫科动物名稱为內部代号，如 10.0 版的代號是 Cheetah，以及 10.1 版代號為 Puma。在 Mac OS X 10.2 版本以后，因为乔布斯认为大家对早前版本的内部代号十分感兴趣，苹果开始公開地使用貓科名稱注册作为产品商标，并作为系统版本简称。Mac OS X 10.2 命名為 Jaguar，以及 10.3 相似地命名為 Panther。2011 年苹果推出 OS X Lion，改变了命名规则，在产品正式名称中去掉了 Mac 字样和版本号。2012 年又推出 OS X Mountain Lion。
乔布斯過世後，WWDC 2013 上发布 OS X Mavericks 时，克雷格·费德里吉（Craig Federighi，1969年5月27日－）开玩笑说 OS X 10.9 曾考虑命名为 OS X Sea Lion，但考虑到貓科動物名稱即將用盡，今后命名困难，所以系统定名为 Mavericks，即加州北部的一处冲浪胜地。随后他宣布今后十年苹果将会用给开发团队灵感的加州景点名稱作為系统代号名，像是 2014 年發行的 OS X Yosemite，其中的「Yosemite」即是加州的優勝美地國家公園。
由於蘋果在版本 10.4 使用「Tiger」這個名稱，因此一家品牌名稱中含有「Tiger」字樣的電腦零售商 TigerDirect 曾對蘋果提出法律訴訟。然而，在 2005年5月16日，佛羅里達州聯邦法庭裁決蘋果電腦使用「Tiger」的名稱並沒有侵害到 TigerDirect 的商標。
从2020年的 macOS Big Sur 开始，苹果放弃了 10.x 系列版本号，并从 11 开始顺序编号。
现在蘋果電腦的網站和文章中提及特殊的 OS 版本會以不同的方式呈現：
- 「macOS Monterey」，版本的正式名称
- 「macOS 12 "Monterey"」，版本號碼和名稱，蘋果有時會省略引号（目前已停止使用此命名方式）
- 「Monterey」，版本簡稱及商标

蘋果在內部使用"构建编号（build number）"來區別每一個 macOS 的開發版本。每一周可能會有好幾個開發版本。在蘋果的指導方針下，產品的第一個開發版本是由建造 1A1 開始。小改版是以 1A2、1A3、1A4 等等來編號。第一個主要的開發改版變成 1B1（並且小改版會變成 1B2、1B3 等等），而下一個主要的改版會變成 1C1，以此類推。在最後一個 1_系列的下一個主要改版會變成 2A，接著是 2B。從一個字母到下一個的轉變發生在次要的推出編號。舉例來說，像是 Panther(10.3)的第一個建造編號是 7A1。第一個公開發行的編號是 7B85；而最後一個 10.3.9 是 7W98。但是下一個 macOS 的版本是 10.4，建造編號是 8A1。當一個建造被選為當作下一個公開釋出的 macOS，則它會給定一個公開的版本編號。編號 4K78 就是被選為 macOS 版本 10.0，編號 5G64 變成 10.1，編號 6C115 變成 10.2，編號 7B85 變成 10.3，以及編號 8A428 變成 10.4。

### 版本歷史
| 版本                  | 代號                 | 韌體支援                                   | CPU支援       | CPU架構支援                                         | CPU架構支援    | CPU架構支援                | 核心位元        | 經典環境                                | 宣佈日期                      | 發佈日期                      | 最新版本                            |
| 版本                  | 代號                 | 韌體支援                                   | CPU支援       | 應用程式                                            | 核心擴展       | 系統核心                   | 核心位元        | 經典環境                                | 宣佈日期                      | 發佈日期                      | 最新版本                            |
| --------------------- | -------------------- | ------------------------------------------ | ------------- | --------------------------------------------------- | -------------- | -------------------------- | --------------- | --------------------------------------- | ----------------------------- | ----------------------------- | ----------------------------------- |
| Rhapsody 開發者版     | Grail1Z4 Titan1U     | Open Firmware                              | PowerPC       | PPC32                                               | PPC32          | PPC32                      | 32位元          | Mac OS 8                                | 不明                          | 1997年8月31日                 | DR2版 （1998年5月14日）             |
| Rhapsody 開發者版     | Grail1Z4 Titan1U     | BIOS                                       | Intel         | IA-32                                               | IA-32          | IA-32                      | 32位元          | 不適用                                  | 不明                          | 1997年8月31日                 | DR2版 （1998年5月14日）             |
| Mac OS X Server 1.0   |                      | Open Firmware                              | PowerPC       | PPC32                                               | PPC32          | PPC32                      | 32位元          | Mac OS 8.5.1                            | 不明                          | 1999年3月16日                 | 1.2v3 （2000年10月27日）            |
| Mac OS X 開發者預覽版 | [ 13 ]               | Open Firmware                              | PowerPC       | PPC32                                               | PPC32          | PPC32                      | 32位元          | 不明                                    | 1998年5月11日                 | 1999年3月16日                 | DP4 版 （2000年4月5日）             |
| 公開測試版            | （獵豹）             | Open Firmware                              | PowerPC       | PPC32                                               | PPC32          | PPC32                      | 32位元          | Mac OS 9.0.4                            | 不明                          | 2000年9月13日                 | 不適用                              |
| Mac OS X 10.0         | （獵豹）             | Open Firmware                              | PowerPC       | PPC32                                               | PPC32          | PPC32                      | 32位元          | Mac OS 9.1 及後來版本                   | 不明                          | 2001年3月24日                 | 10.0.4 （2001年6月22日）            |
| Mac OS X 10.1         | （美洲獅）           | Open Firmware                              | PowerPC       | PPC32                                               | PPC32          | PPC32                      | 32位元          | Mac OS 9.1 及後來版本                   | 2001年7月18日                 | 2001年9月25日                 | 10.1.5 （2002年6月6日）             |
| Mac OS X 10.2         | （美洲虎）           | Open Firmware                              | PowerPC       | PPC32                                               | PPC32          | PPC32 (PPC64)              | 32位元          | Mac OS 9.1 及後來版本                   | 2002年5月6日                  | 2002年8月24日                 | 10.2.8 （2003年10月3日）            |
| Mac OS X 10.3         | （黑豹）             | Open Firmware                              | PowerPC       | PPC32                                               | PPC32          | PPC32 PPC64                | 32 位元         | Mac OS 9.1 及後來版本                   | 2003年6月23日                 | 2003年10月24日                | 10.3.9 （2005年4月15日）            |
| Mac OS X 10.4         | （虎）               | Open Firmware                              | PowerPC       | PPC32 PPC64 （BSD 應用）                            | PPC32          | PPC32 PPC64                | 32 位元         | Mac OS 9.1 及後來版本                   | 2004年5月4日                  | 2005年4月29日                 | 10.4.11 （2007年11月14日）          |
| Mac OS X 10.4         | （虎）               | EFI32 EFI32(64 位元拓展模式)               | Intel         | IA-32, PPC32 Intel 64 （BSD 應用）                  | IA-32          | IA-32 Intel 64             | 32 位元         | Microsoft Windows                       | 2005年6月6日 (10.4.1)         | 2006年1月10日 (10.4.4)        | 10.4.11 （2007年11月14日）          |
| Mac OS X 10.4         | （虎） 通用碟        | Open Firmware EFI32 EFI32(64 位元拓展模式) | PowerPC Intel | PPC32, IA-32 PPC64（BSD 應用） Intel 64（BSD 應用） | PPC32 IA-32    | PPC32 IA-32 PPC64 Intel 64 | 32 位元         | Microsoft Windows                       | 2006年8月10日 (Server 10.4.7) | 2006年8月10日 (Server 10.4.7) | 10.4.11 （2007年11月14日）          |
| Mac OS X 10.5         | （花豹）             | Open Firmware EFI32 EFI32(64 位元拓展模式) | PowerPC Intel | PPC32, PPC64 IA-32, Intel 64                        | PPC32 IA-32    | PPC32 IA-32 PPC64 Intel 64 | 32 位元         | Microsoft Windows                       | 2006年6月26日                 | 2007年10月26日                | 10.5.8 （2009年8月5日）             |
| Mac OS X 10.6         | （雪豹）             | EFI32 EFI32(64 位元拓展模式) EFI64         | Intel         | IA-32, PPC32 Intel 64                               | IA-32 Intel 64 | IA-32 Intel 64             | 32 位元 64 位元 | Microsoft Windows                       | 2008年6月9日                  | 2009年8月28日                 | 10.6.8 v1.1 （2011年7月25日）       |
| Mac OS X 10.7         | （獅）               | EFI32(64 位元拓展模式) EFI64               | Intel 64      | IA-32 Intel 64                                      | IA-32 Intel 64 | Intel 64                   | 32 位元 64 位元 | Microsoft Windows                       | 2010年10月20日                | 2011年7月20日                 | 10.7.5 （2012年9月19日）            |
| OS X 10.8             | （山獅）             | EFI64                                      | Intel 64      | IA-32 Intel 64                                      | Intel 64       | Intel 64                   | 64 位元         | Microsoft Windows                       | 2012年2月16日                 | 2012年7月25日                 | 10.8.5 (12F45) （2013年10月3日）    |
| OS X 10.9             | （衝浪灣）           | EFI64                                      | Intel 64      | IA-32 Intel 64                                      | Intel 64       | Intel 64                   | 64 位元         | Microsoft Windows                       | 2013年6月10日                 | 2013年10月22日                | 10.9.5 (13F1112) （2014年9月18日）  |
| OS X 10.10            | （優勝美地國家公園） | EFI64                                      | Intel 64      | IA-32 Intel 64                                      | Intel 64       | Intel 64                   | 64 位元         | Microsoft Windows                       | 2014年6月2日                  | 2014年10月16日                | 10.10.5 (14F27) （2015年8月13日）   |
| OS X 10.11            | （酋長岩）           | EFI64                                      | Intel 64      | IA-32 Intel 64                                      | Intel 64       | Intel 64                   | 64 位元         | Microsoft Windows                       | 2015年6月8日                  | 2015年9月30日                 | 10.11.6 (15G22010) (2018年7月9日)   |
| macOS 10.12           | （内华达山脉）       | EFI64                                      | Intel 64      | IA-32 Intel 64                                      | Intel 64       | Intel 64                   | 64 位元         | Microsoft Windows                       | 2016年6月13日                 | 2016年9月20日                 | 10.12.6 (16G29) （2017年7月19日）   |
| macOS 10.13           | （内华达高脊山脉）   | EFI64                                      | Intel 64      | IA-32 Intel 64                                      | Intel 64       | Intel 64                   | 64 位元         | Microsoft Windows                       | 2017年6月5日                  | 2017年9月25日                 | 10.13.6 (17G65) （2018年7月24日）   |
| macOS 10.14           | （莫哈維沙漠）       | EFI64                                      | Intel 64      | IA-32 Intel 64                                      | Intel 64       | Intel 64                   | 64 位元         | Microsoft Windows                       | 2018年6月4日                  | 2018年9月25日                 | 10.14.6 (18G84) （2019年7月22日）   |
| macOS 10.15           | （圣卡塔利娜岛）     | EFI64                                      | Intel 64      | Intel 64                                            | Intel 64       | Intel 64                   | 64 位元         | Microsoft Windows                       | 2019年6月3日                  | 2019年10月7日                 | 10.15.7 (19H2) （2020年9月24日）    |
| macOS 11              | （大瑟爾）           | EFI64 iBoot                                | Intel 64 ARM  | Intel 64 ARM                                        | Intel 64 ARM   | Intel 64 ARM               | 64 位元         | Microsoft Windows（Intel） 不適用（ARM) | 2020年6月22日                 | 2020年11月12日                | 11.7.10 (20G1427) （2023年9月11日） |
| macOS 12              | （蒙特雷）           | EFI64 iBoot                                | Intel 64 ARM  | Intel 64 ARM                                        | Intel 64 ARM   | Intel 64 ARM               | 64 位元         | Microsoft Windows（Intel） 不適用（ARM) | 2021年6月7日                  | 2021年10月25日                | 12.7.3 (21H1015) (2024年1月22日)    |
| macOS 13              | （文图拉）           | EFI64 iBoot                                | Intel 64 ARM  | Intel 64 ARM                                        | Intel 64 ARM   | Intel 64 ARM               | 64 位元         | Microsoft Windows（Intel） 不適用（ARM) | 2022年6月6日                  | 2022年10月24日                | 13.6.4 (22G513) （2024年1月22日）   |
| macOS 14              | （索诺马）           | EFI64 iBoot                                | Intel 64 ARM  | Intel 64 ARM                                        | Intel 64 ARM   | Intel 64 ARM               | 64 位元         | Microsoft Windows（Intel） 不適用（ARM) | 2023年6月5日                  | 2023年9月26日                 | 14.3.1 (23D60) （2024年2月8日）     |
| macOS 15              | （紅杉國家公園）     | EFI64 iBoot                                | Intel 64 ARM  | Intel 64 ARM                                        | Intel 64 ARM   | Intel 64 ARM               | 64 位元         | Microsoft Windows（Intel） 不適用（ARM) | 2024年6月10日                 | 2024年6月10日                 | 15.4.1 （2025年4月16日）            |
| 版本                  | 代號                 | 固件支援                                   | CPU支援       | 應用程式                                            | 核心擴展       | 系統核心                   | 核心位元        | 經典環境                                | 宣布日期                      | 發布日期                      | 最新版本                            |
| 版本                  | 代號                 | 固件支援                                   | CPU支援       | CPU架構                                             |                |                            | 核心位元        | 經典環境                                | 宣布日期                      | 發布日期                      | 最新版本                            |

#### Mac OS X 10.0 Cheetah
在 2001年3月24日，苹果推出了 Mac OS X v10.0（内部代号为猎豹）。其早期版本相当慢，功能也不齐全，仅有少量来自独立开发商的应用软件。很多评论员认为它并不是一款成熟的大众化产品，但不失为一项有潜力的开发项目。苹果从 1996 年就开始重写 Mac 操作系统，对于翘首以盼多年的业界人士而言，推出 Mac OS X 10.0 本身就是一项了不起的成就。除去一些较小的修正，Mac OS X 的稳定性也颇具口碑，系统内核的错误比以往大大减少。对它的抱怨主要是运行速度缓慢，与 2000年9月的 Mac OS X 公開測試版相比，MacOS X Leopard并没有运行得更快些。

#### Mac OS X 10.1 Puma
2001年9月25日，Mac OS X v10.1（代號為 Puma）发表，增加了系統的效能和新的功能，例如 DVD 播放。由於 10.0 的口碑不好，蘋果為 10.0 的使用者推出免費的升級 CD，但是對於運行 Mac OS 9 的人推出了$129的盒裝版本。有人發現升級的 CD 其實就是完整的安裝光碟，只要移除一個特定的檔案就能夠在 Mac OS 9 系統使用；蘋果隨後重新推出該 CD，實際上就是把多余的档案部分删除掉，使得其無法在Mac OS 9上安裝。

#### Mac OS X 10.2 Jaguar
2002年8月24日，蘋果接著推出 Mac OS X v10.2 "Jaguar"。这是苹果第一次公開地使用Mac OS的猫科动物内部名称作为产品商标推出，因为乔布斯认为大家对之前版本的内部代号十分感兴趣，就索性拿它来注册商标了。该版本帶來极大的效能增強，光鲜亮丽，令人耳目一新的外觀，以及很多巨大的改進（根據蘋果公司表示有 150 余個），其中包括：
- 增加對於 Microsoft Windows 網路的支援。
- Quartz Extreme 直接在顯示卡上合成圖形。
- 以 latent semantic indexing 為基礎，一個調適性的垃圾郵件過濾。
- 在新的 Apple Address Book 中對於聯絡資料的系統貯存空間。
- Rendezvous 網路（蘋果的 Zeroconf 實作；於 10.4 更名為 Bonjour）。
- iChat：以 Apple 為商標，官方支援的 AOL 即时通讯客戶端。
- 重新翻修的 Finder：直接在每個視窗內建搜尋功能。
- 许多新 Apple Universal Access 特色。
- Sherlock 3：網際網路資訊搜尋。
- CUPS：全名為 Common Unix Printing System，為不支援的印表機使用 GIMP 列印驅動程式，hpijs 驅動程式等等。它也允許列印到序列印表機。

雖然包裝和 CD 是帶有 Jaguar 外觀的商標，但由於與汽車製造商捷豹的協議，在英國，苹果官方上不曾把 Mac OS X 10.2 和 Jaguar 關聯在一起。

#### Mac OS X 10.3 Panther

Mac OS X v10.3 "Panther"螢幕擷圖

Mac OS X v10.3 "Panther" 於 2003年10月24日推出。除了提供更多效能的改進外，它也針對使用者介面进行大规模的更新。這些更新包含了跟Jaguar所有的多種特色。另一方面，結束了對於某些老舊的 G3 米黃色世代電腦的支援。"Panther" 的新特色包含：
- Finder 更新結合了金屬質感介面和快速搜尋。
- Exposé：用來操作視窗介面的新系統。
- 快速使用者切換：允許使用者維持登入狀態的同時，切換另外一個使用者登入。
- iChat AV：增加了視訊會議功能到 iChat 裡。
- 改進 PDF 显示方式，使得 PDF 能夠極快速地瀏覽。
- 內建傳真支援。
- 更多與 Microsoft Windows 的相容支援。
- FileVault：對於使用者目錄直接加密解密。
- 針對 PowerPC G5 提供更多的支援，加快整個系統的速度。
- Safari：新增網頁瀏覽器。

#### Mac OS X 10.4 Tiger
Mac OS X v10.4 "Tiger" 是在 2005年4月29日推出。蘋果宣稱 Tiger 包含200多种新功能，但就像是 Panther 的發行一樣，某些更老的機器已經從支援的硬體列表中去除。在 "Tiger" 中有以下這些新特色：
- Spotlight：一種快速的內容以 metadata 基礎的檔案搜尋工具，能夠快速地找到所搜尋的關鍵字項目列表。
- Dashboard：在桌面上只需要一次滑鼠點擊就出現且提供App们的 Widget。
- iChat：為視訊會議支援 H.264 視訊編碼的新版本，且可多方語音和视像聊天。
- QuickTime 7：包含 H.264 支援的新版本，以及完全重新撰寫的介面。
- Safari 2：新版本的系統預設網頁瀏覽器，在其他新特色中，包含能夠直接在瀏覽器檢視 RSS feed 的能力。
- Automator：自動重複性的任務而不需要程式設計方式。
- Core Image 和 Core Video：實現即時的影像或圖片編輯時額外的效果。
- 對於 PowerPC G5 的 64 位元記憶體支援，使用 LP64 系統。
- 更新 Unix 的工具，像是 cp 和 rsync，可以保存 HFS Plus metadata 和 resource forks。
- 使用存取控制列表的擴充權限系統。

#### Mac OS X 10.5 Leopard
Mac OS X v10.5「Leopard」是於 2005年6月6日的苹果全球開發者大會中所发表的。在 2006年8月7日美國舊金山舉行的 2006 年度會議上，蘋果電腦總裁史提夫·賈伯斯聲稱，Leopard 將於「2007 年春季」推出。然而，為求 iPhone 能順利開發使其能在 6 月推出而將開發 Leopard 的部份人員調往 iPhone 部门，此举导致 Leopard 預計將延迟到 10 月上市，而在全球開發者大會蘋果公司會發表新的 Leopard 測試版。蘋果電腦宣稱它將是最後一版同時支援 PowerPC 和 Intel 平台的 Mac OS X，以後的版本只支援 Intel 平台。在 2006 年度的世界開發者大會上，蘋果展示了部分 Leopard 的新功能，雖然蘋果說明「在 Mac OS X Leopard 的提前預覽中公佈的內容有可能改變」，但由賈伯斯預覽的一些新功能包括：
- Time Machine（時光機）：使用者可以退回或恢復遺失或被誤刪除的檔案，也可以將某些檔案恢復到較早的版本。
- Spaces ：使用者可創造多個的「虛擬桌面」或「空間」，並允許使用者在這些「桌面」切換，按照目的將各空間分類（如工作、娛樂，等等）。
- 對 64 位元應用程式的完整支援，包括圖像處理軟體。

当时蘋果 macOS 部门的 SVP 曾在 WWDC 上諷刺过對手微軟的 Windows Vista 系統，使用的標題聲稱「介紹 Vista 2.0」和「別了，Vista」等字句。他也在发布 Snow Leopard 的 WWDC 上讽刺了 Windows 7。2006年4月5日蘋果發佈了 Boot Camp 軟體，能讓用於在裝有英特爾晶片的 Mac 電腦上進行分割磁區，分別運行 macOS 和微軟視窗 Windows XP 系統。蘋果還同時發佈了支援 BIOS 的硬體更新（因為 Windows 不支持英特爾 Mac 電腦中的拓展硬體介面（EFI）)，Boot Camp 軟體自動將硬碟分成使用者指定大小，並把 Windows 驅動器刻錄成 CD。目前的 Boot Camp 最新版本是 5.0 版本，已包含在最新系統內。但前提是處理器必須支援 SSE3 指令集。
「Leopard」已經在 2007年10月26日公開發行。

#### Mac OS X 10.6 Snow Leopard
Mac OS X v10.6 Snow Leopard 于 2008年6月9日在 WWDC 上由苹果 CEO 史提夫·賈伯斯发表，该操作系统将于自发表算起大約一年后推出。現已全球上市，升級版本分為個人版及家庭版，家庭版可供三部電腦使用。从 Mac OS X Leopard 升级为 Snow Leopard，这是 macOS 一个更简单，功能更强大完善的版本。它提供了大量的改进功能、新一代技术、开箱即用的 Microsoft Exchange Server 支持以及新辅助功能。
該系統提供了多項面向開發者的改進，如編譯器升級到 GCC 4.2，并提供蘋果公司自行開發的 Clang 編譯器和 LLVM 中間碼優化器。提供 GCD 優化系統的多核效率。以及提供 OpenCL 進行 GPU 通用計算。
此版本起僅適用於 Intel CPU 的 Mac，不再支援任何 PowerPC CPU 的 Mac 電腦。
本版本在 OS X Mountain Lion 发布后仍继续发售，价格降为 $29。

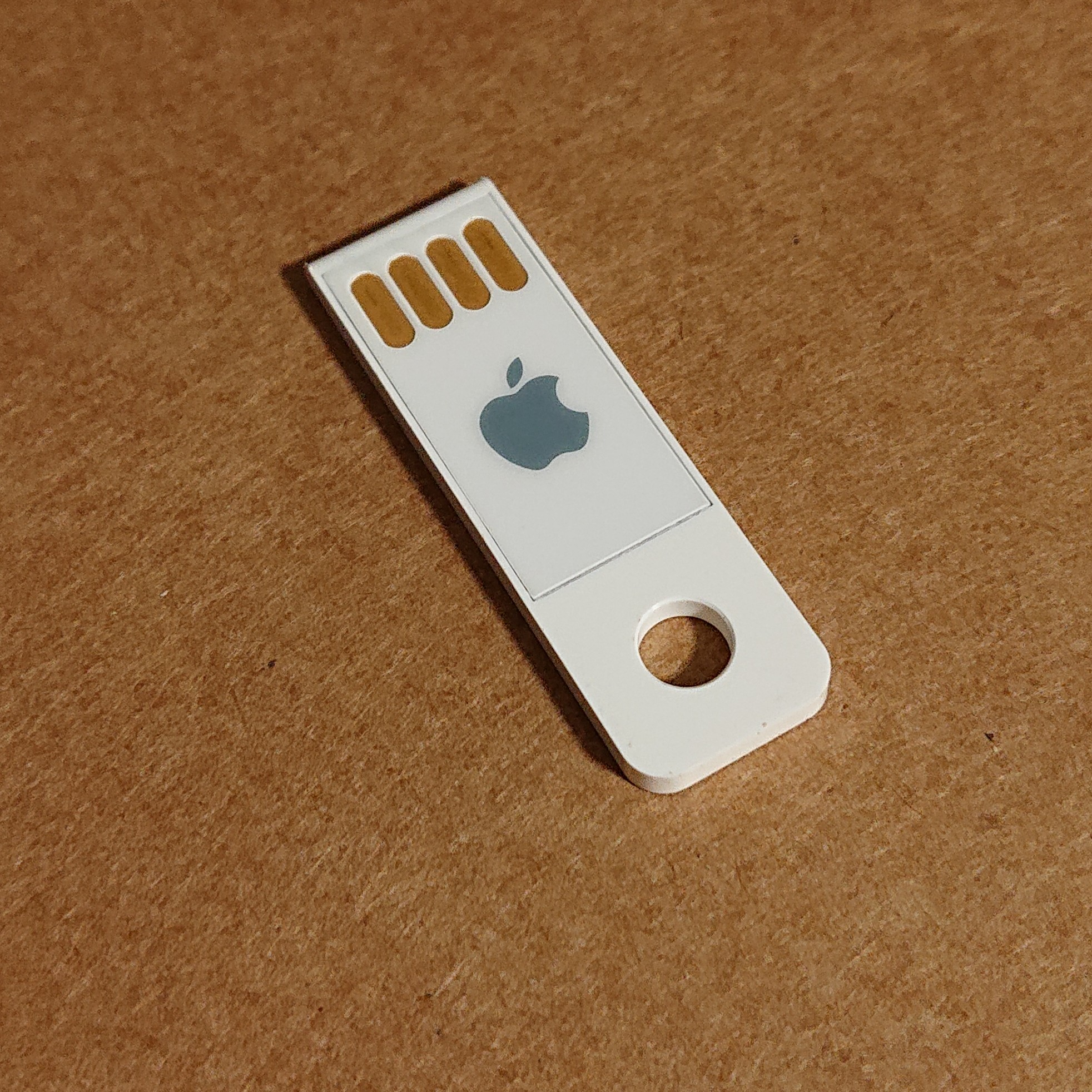
OS X Lion 的 Flash 安装盘

#### Mac OS X 10.7 Lion
蘋果公司於 2011年7月20日正式發表 Mac OS X v10.7，此版本僅適用於 Intel Core 2 Duo 或更新款 CPU 的 Mac 電腦。它进一步去除了对 Power PC 的支持，移除了 Rosetta。消费者可从 Mac App Store（此功能已於 v10.6.6 的升級中推出）购买下载，售价 29.99 美元（需先更新版本至 v10.6.8 才可利用下載版進行升級安裝）；另外亦可在 Apple 線上商店以 69.99 美元購買 USB 闪存盘版的 OS X v10.7（10.7 版不販售光盘版，此 USB 闪存盘可用於全新安裝）。其显著的新特性有從 iPad 移植的一些功能如 Launchpad、全螢幕應用程式、Mission Control 等。现最新版本为 10.7.5，支持 MacBook Pro（Retina 显示屏）。

#### OS X 10.8 Mountain Lion
苹果公司于 WWDC2012 发布的新版 OS X Mountain Lion，最新穩定版本 12F45（OS X v10.8.5）。（Mountain Lion 又译为山狮，目的避免与之前重复，发生混淆）。该版本包含诸多新功能，例如信息、提醒事项、备忘录、通知中心、分享页(Share Sheets)、Game Center、AirPlay镜像和Gatekeeper等，大部分源自iOS。苹果公司还重新设计了屏幕底部 Dock 的托盘，将原来的玻璃托盘及圆形指示灯改为金屬托盘和方形指示灯。该系统可在 Mac App Store 下载，售价比 OS X Lion 低，为 19.99 美元。这次升级只可从运行 Mac OS X v10.6.8 的最新版本或运行 OS X Lion 电脑中的 Mac App Store 获得。

#### OS X 10.9 Mavericks
蘋果公司於 2013年10月22日正式發表 OS X v10.9 版本，是蘋果公司开发的個人電腦和服务器操作系统OS X的第十个版本，免费提供。苹果于 2013年6月10日公布了 OS X Mavericks，当日起进行开发者测试。從這個版本起，蘋果公司不再以大型貓科動物來為其操作系统命名，改為採用给予团队灵感的美國加州的景点名。「Mavericks」一名來自加州的一個衝浪胜地。该系统加入了iBooks电子书功能（DP5 加入）和与 iOS 相同的地图程序，Finder 加入了标签和分頁瀏覽模式。同时该系统提供 Safari 7 和 iTunes 11.1，以及應用新技術降低 RAM(快閃記憶體)和 CPU (處理器) 的使用量以及降低用電，苹果宣称所有的旧产品都可以延长一个小时的续航。Mavericks 进一步提高了iCloud的整合能力。Mavericks 相较 Mountain Lion 有一些细微的用户界面调整。2013年10月22日开始免费提供。支持 OS X Lion 的电脑都可由 Mac OS X v10.6.8 免费升级。

#### OS X 10.10 Yosemite
OS X 10.10 於 6月2日WWDC 2014 發表，秋季 10月16日随配备 Retina 5K 显示屏的 iMac 正式推出。7月25日開放給首 100 萬名登記的用戶下載測試，不再只限於繳交了 99 美元的開發者可以預先下載測試版。「Yosemite」一名來自加州的優勝美地國家公園。

#### OS X 10.11 El Capitan
以 OS X Yosemite 為基礎的新 OS X 系統，具備更強大的視窗管理功能、更出色的內建 app，以及更強大的 Spotlight 搜尋功能。另外，OS X El Capitan 一大重點就是效能提升，主要是因為把 Metal 繪圖技術整合在 OS X El Capitan 中，不僅提供全系統可見的效能提升，同時也能讓遊戲及專業 app 能更進一步發揮 Mac 繪圖處理器的完整效能。

#### macOS 10.12 Sierra
macOS Sierra 的新功能主要是集成了Siri与网页版Apple Pay，并采用 Universal Clipboard 与 iOS 等设备共享剪贴板，优化了 iCloud Drive 与本地磁盘文件管理，媒体画中画。同时，最为显著的更改是将使用多年的「OS X」名称变更为「macOS」。WWDC2016 首日 2016年6月13日发布了首个开发者测试版，2016年7月5日发布了第二个开发者测试版，正式版于 2016年9 月发布。

#### macOS 10.13 High Sierra
macOS High Sierra 用上全新的蘋果檔案系統（APFS, Apple File System），同時优化了 Safari、相片、電郵及其他設定。WWDC 在 2017年6月5日发布首个开发者测试版，正式版於 2017年9月25日發佈。

#### macOS 10.14 Mojave
macOS Mojave 針對使用者體驗有重大的變革，此次發表包括全新完整介面的暗色模式，並針對檔案管理的功能強化，如檔案堆疊功能加以整理桌面、強化Finder功能及增加「藝廊」（Gallery）檢視模式、Quick Look 快速檢視的功能強化、螢幕截圖功能強化並新增錄影功能等。除檔案管理強化之外，此次 Mac 帶來了新的家庭、新聞、股市、語音備忘錄等 App、全新設計的Mac App Store、Continuity 多裝置無縫連結，同时提升 Mac 安全性，Metal 讓 Mac 在執行 3D 遊戲時更為順暢，新增Create ML 開發人員工具，而 APFS 亦在此版本 macOS 正式支援 Fusion Drive。WWDC2018 首日发布了首个开发者测试版，正式版已於 2018年9月25日發佈。

#### macOS 10.15 Catalina
macOS Catalina 深化了 macOS 與 iPadOS 的整合，除了加入 Sidecar，讓 iPad 可以作為 Mac 的外接螢幕以外，更推出了 Catalyst，讓開發者能輕鬆移植 iPadOS 的程式到 macOS。

#### macOS 11 Big Sur
macOS Big Sur 採用精美的嶄新設計，一切煥然一新而又不失熟悉。Safari 搭载全新功能，包括可自訂的開始頁面、設計簡潔俐落且功能更強的分頁、便捷的翻譯，以及全新的 Privacy Report。經過更新的「訊息」app 讓 Mac 用戶可以收發更加個人化和生動有趣的訊息，輕鬆緊貼群組訊息內容並進行互動。「地圖」app 亦帶來全新使用體驗，新增了多項引人入勝的功能，助用戶探索和遍覽世界。

#### macOS 12 Monterey
2021年6月7日，蘋果公司在 WWDC 上正式宣佈 macOS Monterey。主要更新了 Universal Control（允許輸入設備同時與多個設備一起使用），專注模式，iOS 上的快捷指令，以及重新設計的 Safari 和 FaceTime。

#### macOS 13 Ventura
2022年6月6日，蘋果公司在 WWDC 上正式宣佈 macOS Ventura。主要为 macOS 引进了幕前調度（Stage manager）功能，并增强了与 Apple 设备之间的互动能力，如连续互通相机（Continuity Camera）。

#### macOS 14 Sonoma
2023年6月5日，蘋果公司在 WWDC 上正式宣佈 macOS Sonoma。可将小组件摆放在桌面任意位置，并包含了全新的屏幕保护程序，以及重新设计的锁屏界面。

#### macOS 15 Sequoia
2024年6月10日，蘋果公司在 WWDC 上正式發表 macOS Sequoia。蘋果公司將Apple Intelligence與macOS相結合，為用戶提供書寫輔助，圖像創建，更智慧的Siri(Apple Intelligence)等服務。同時，macOS 15 允許用戶將手機屏幕直接投屏到電腦進行操作，並可在 iPhone 和 Mac 之间移动文件。

## Unix 認證
The Open Group 曾批評蘋果将「Unix」字眼用于 Mac OS X 的廣告宣傳，而蘋果並沒有讓作業系統獲得正式的認證，且使用這個字眼可能構成商标上的違法行為。2007 年發布的 Mac OS X 10.5 Leopard 已經通過了 The Open Group 的 UNIX03 認證。

## 外部連結
- 官方网站